# Antonio Conte
Antonio Conte (Lecce, 31 de juliol de 1969) és un exfutbolista professional italià que va estar en actiu entre 1985 i el 2004. Un cop retirat com a jugador passà a desenvolupar tasques d'entrenador en diversos equips italians. Va ser l'entrenador de la selecció de futbol d'Itàlia entre 2014 i 2016, i va dirigir la selecció a l'Eurocopa 2016.
Jugant com a migcampista, Conte va començar la seva carrera al club local U.S. Lecce i finalment va arribar a sér un dels jugadors més guardonats i influents en la història de la Juventus FC. Va demostrar sempre una pgran tenacitat, capacitat de treball i de lideratge, va ser capità de l'equip amb el qual va guanyar la Lliga de Campions de la UEFA, i cinc títols de la Serie A, entre d'altres. També va jugar per la selecció italiana amb la qual va participar en la Copa del Món de Futbol de 1994 i a l'Eurocopa 2000, campionats ambdós on Itàlia fou subcampiona.
La seva carrera com a entrenador va començar el 2006, liderant l'FC Bari 1908 a guanyar el títol de la Serie B de 2008, i l'AC Siena a l'ascens des de la mateixa categoria dos anys després. Després es va fer càrrec de la Juventus el 2011, on hi va instaurar un sistema de joc 3–5–2 que li va permetre de guanyar tres títols consecutius de la Serie A, abans de fer-se càrrec de la selecció italiana el 2014. A continuació, va canviar la selecció nacional pel Chelsea FC de la Premier League, equip en el qual va estar dues temporades, conquerint la Premier League en el seu primer any a l'equip. Seguidament, va dirigir l'Inter de Milà, amb qui va conquerir la Serie 2020-21.

## Palmarès

### De jugador[2]
Juventus FC
- 1 Lliga de Campions de la UEFA: 1995-96
- 1 Copa de la UEFA: 1992-93
- 1 Copa Intertoto: 1999
- 5 Serie A: 1994-95, 1996-97, 1997-98, 2001-02, 2002-03
- 1 Copa italiana: 1994-95
- 3 Supercopes italianes: 1995, 1997, 2003

### D'entrenador[3]
SSC Bari
- 1 Serie B: 2008-09

Juventus FC
- 3 Serie A: 2011-12, 2012-13, 2013-14
- 2 Supercopes italianes: 2012, 2013

Chelsea FC
- 1 Premier League: 2016-17
- 1 Copa anglesa: 2017-18

FC Inter de Milà
- 1 Serie A: 2020-21

#### Individual
- 4 Panchina d'Oro: 2011-12, 2012-13, 2013-14, 2020-21
- 1 Panchina d'Argento: 2008-09
- 4 Millor entrenador de l'any de la Serie A: 2011-12, 2012-13, 2013-14, 2020-21
- 1 Premi Globe Soccer al millor entrenador de l'any: 2013
- 1 Premis Gazzetta Sports al millor entrenador de l'any: 2015
- 3 Millor entrenador del mes de la Premier League: octubre 2016, novembre 2016, desembre 2016
- 1 Millor entrenador de la temporada de la Premier League: 2016-17
- 1 2n lloc al Premi The Best FIFA com a millor entrenador: 2017
- 1 Saló de la fama del futbol italià: 2021